# Gwageo
O gwageo ou kwago eram os exames nacionais de serviço civil sob as dinastias Goryeo e Joseon da Coreia. Tipicamente bastante exigentes, esses testes mediram a capacidade de redação dos candidatos e o conhecimento dos clássicos chineses. A forma de escrita variou da literatura a propostas sobre gestão do Estado. Também foram testados assuntos técnicos para nomear especialistas em medicina, interpretação, contabilidade, direito etc. Esses eram o principal caminho para a maioria das pessoas conquistar cargos na burocracia.
Com base nos exames do serviço civil da China imperial, o gwageo surgiu pela primeira vez na Silla Unificada, ganhou importância em Goryeo e foi a peça central da maior parte da educação na dinastia Joseon. A tutela fornecida no hyanggyo, seowon e Sungkyunkwan visava principalmente preparar os alunos para o gwageo e sua subsequente carreira no serviço público. Sob a lei de Joseon, altos cargos eram fechados para aqueles que não eram filhos de funcionários do segundo escalão completo ou superior, a menos que o candidato tivesse passado no gwageo. Aqueles que passaram no exame literário superior passaram a monopolizar todas as altas posições de estado da dinastia.